# 제르단 샤키리
제르단 샤키리(독일어: Xherdan Shaqiri, 알바니아어: Xherdan Shaqiri 제르단 샤치리, 세르비아어: Џердан Шаћири, Džerdan Šaćiri, 알바니아어 발음: [dʒɛrˈdan ʃaˈciɾi], 1991년 10월 10일~)는 스위스의 축구 선수로 포지션은 윙어이다. 현재 스위스 슈퍼리그의 FC 바젤 소속으로 뛰고 있다.
그는 바젤의 1군에 합류한 뒤, 볼터치와는 무관하게 빠른 속력으로 찬사를 받았다. 2012년 7월 1일 샤키리는 바이에른 뮌헨과 4년 계약을 체결했다.

## 유년 시절
샤키리는 알바니아계 부모님을 두고 있으며, 현재의 코소보에서 출생하였다. 그의 가족은 스위스의 바젤로 이주하였고, 샤키리는 그곳에서 대부분의 유년 시절을 보냈다.

## 클럽 경력

### FC 바젤
샤키리는 SV 아우그스트와 바젤의 유소년팀을 거쳤다. 바젤의 유소년팀 시절, 그는 2007년 U-15 나이키 컵에 참여하였고 토너먼트의 최고 선수로 이름을 올렸다. 비록 다수의 클럽이 그를 영입을 시도하였으나, 샤키리 본인은 바젤 잔류를 선언하였다. 2년 후, 샤키리는 2009년 1월 2일, 첫 프로 계약을 체결하였다. 그는 연장계약을 체결하여 2012년 6월까지 장크트 야콥 파크에 남게 되었다.
샤키리는 2009년 6월 12일, AFG 아레나에서 열린 장크트갈렌과의 2009-10 시즌 개막전 경기에서 교체 투입되어 1군 데뷔전을 치렀다. 같은 해의 11월 9일, 그는 뇌샤텔 크사막스와의 홈 경기에서 첫 골을 득점하였고, 바젤은 크사막스를 4-1로 침몰시켰다. 2009-10 시즌 종료 후, 샤키리의 바젤은 더블을 달성하였고 그 다음해에도 리그 우승을 거미쥐었다.
2011년 12월 7일, 샤키리는 맨체스터 유나이티드와의 UEFA 챔피언스리그 2011-12 C조 최종전 경기에서 마르코 슈트렐러와 알렉산더 프라이에 한 차례씩 어시스트를 하였고, 바젤은 맨체스터 유나이티드를 2-1로 꺾었다. 이 경기 결과에 따라 바젤은 C조 2위로 조별리그를 마감하였고, 2002-03 시즌 이래 처음으로 2라운드 진출에 성공하였다. 2011-12 시즌 말, 그는 바젤에서의 두 번째 국내 더블을 경험하였다.

### 바이에른 뮌헨
2012년 2월 9일, 바이에른 뮌헨은 €10M의 가격에 샤키리를 영입하는데 성공하였다. 따라서, 샤키리는 2011-12 시즌이 종료된 후를 기점으로 바이에른 뮌헨의 일원이 되었다. 계약 기간은 2016년 6월 30일까지이이며, 바젤과 바이에른 뮌헨은 이적료를 비공개로 하였다.
2012년 7월 10일, 샤키리는 운터하힝과의 친선경기에서 데뷔전을 치렀고, 이 경기는 데이비드 알라바의 결승골로 1-0으로 승리하였다.

### 인테르나치오날레
뮌헨에 있으면서 아르연 로번, 프랑크 리베리, 토마스 뮐러 등에 밀려 많은 기회를 갖지 못 한 샤키리는 2015년 1월 9일 이탈리아의 FC 인테르나치오날레 밀라노와 4년 반 계약을 맺었다.

### 스토크 시티
2015년 8월 12일, 이적료는 1500만 파운드(약 220억 원)로 계약 기간은 5년이다. 뮌헨 보다는 비교적 스쿼드가 얇은 인터 밀란이기에 샤키리가 다시 한 번 재기할 가능성을 높게 봤지만 그곳에서도 주전 경쟁에 밀릴 뿐만 아니라 아예 전력 외 선수로 분류됐다. 그리고 이적 시장이 열림과 동시에 전력 외로 분류됐던 샤키리를 휴즈 감독이 러브콜을 보냈고, 결국 몇 번의 만남속에 스토크의 유니폼을 입게 되었다.

### 리버풀
2018년 7월 13일, 리버풀로 이적하였다.

### 리옹
2021년 8월 23일 600만 유로 + 500만 유로의 이적료로 프랑스 리그 1 클럽 올랭피크 리옹과 3년 계약을 맺었다.

### 시카고 파이어
2022년 2월 9일 700만 유로의 이적료로 미국 메이저 리그 사커 클럽 시카고 파이어 FC로 이적하였다.

## 국가대표 경력
2009년 11월 11일, 샤키리는 3-1로 승리한 터키 U-21 대표팀과의 2011년 UEFA U-21 축구 선수권 대회에서 스위스의 U-21 데뷔전을 치렀다. 2011년 6월 11일, 덴마크 U-21 대표팀과의 2011년 UEFA U-21 축구 선수권 대회에서 첫 득점을 기록하였다.
2010년, 샤키리는 성인 대표팀으로 승격되어 2010년 3월 3일에 1-3으로 패한 우루과이와의 평가전에서 스위스 성인대표팀 데뷔를 하였다. 그는 오트마어 히츠펠트 감독의 부름을 받아 2010년 FIFA 월드컵의 23인 최종 엔트리에 이름을 올렸다. 2010년 9월 7일, 샤키리는 잉글랜드와의 UEFA 유로 2012 예선전에서 국가대표팀 첫 득점을 올렸으나, 스위스의 1-3 패배를 막기에는 역부족이었다. 불가리아와의 또다른 유로 2012 예선전에서 0-1로 밀리는 와중에 해트트릭을 기록, 불가리아에 3-1 역전승을 거두도록 하였다.
스위스 국가대표팀은 2012년 하계 올림픽 스쿼드에 그를 포함시키려 했으나, 그는 새 클럽의 프리시즌 훈련에 참가하였다.

## 국가대표팀 득점기록
| #    | 날짜             | 경기장                              | 상대         | 점수 | 최종결과 | 대회                                  |
| ---- | ---------------- | ----------------------------------- | ------------ | ---- | -------- | ------------------------------------- |
| 1.   | 2010년 9월 7일   | 장크트 야콥 파크, 바젤              | 잉글랜드     | 1–2  | 1–3      | UEFA 유로 2012 예선                   |
| 2.   | 2011년 9월 6일   | 장크트 야콥 파크, 바젤              | 불가리아     | 1–1  | 3–1      | UEFA 유로 2012 예선                   |
| 3.   | 2011년 9월 6일   | 장크트 야콥 파크, 바젤              | 불가리아     | 2–1  | 3–1      | UEFA 유로 2012 예선                   |
| 4.   | 2011년 9월 6일   | 장크트 야콥 파크, 바젤              | 불가리아     | 3–1  | 3–1      | UEFA 유로 2012 예선                   |
| 5.   | 2012년 2월 29일  | 방크도르프, 베른                    | 아르헨티나   | 1–1  | 1–3      | 친선경기                              |
| 6.   | 2012년 9월 11일  | 스위스포어아레나, 루체른            | 알바니아     | 1–0  | 2–0      | 2014년 FIFA 월드컵 유럽 지역 예선 E조 |
| 7.   | 2012년 11월 14일 | 스타드 올랭피크, 수스               | 튀니지       | 2–1  | 2–1      | 친선경기                              |
| 8.   | 2013년 10월 11일 | 스타디우미 체말 스타파, 티라나      | 알바니아     | 1–0  | 2–1      | 2014년 FIFA 월드컵 유럽 지역 예선 E조 |
| 9.   | 2014년 6월 3일   | 스위스포어아레나, 루체른            | 페루         | 2–0  | 2–0      | 친선경기                              |
| 10.  | 2014년 6월 26일  | 아레나 아마조니아, 마나우스         | 온두라스     | 1–o  | 3–0      | 2014년 FIFA 월드컵                    |
| 11.  | 2014년 6월 26일  | 아레나 아마조니아, 마나우스         | 온두라스     | 2–0  | 3–0      | 2014년 FIFA 월드컵                    |
| 12.  | 2014년 6월 26일  | 아레나 아마조니아, 마나우스         | 온두라스     | 3–0  | 3–0      | 2014년 FIFA 월드컵                    |
| 13.  | 2014년 10월 14일 | 산마리노 스타디움, 세라발레         | 산마리노     | 4–0  | 4–0      | UEFA 유로 2016 예선                   |
| 14.  | 2014년 11월 16일 | AFG 아레나, 장크트갈렌              | 리투아니아   | 3–0  | 4–0      | UEFA 유로 2016 예선                   |
| 15.  | 2014년 11월 16일 | AFG 아레나, 장크트갈렌              | 리투아니아   | 4–0  | 4–0      | UEFA 유로 2016 예선                   |
| 16.  | 2015년 6월 10일  | 스톡혼 아레나, 툰                   | 리히텐슈타인 | 2–0  | 3–0      | 친선경기                              |
| 17.  | 2015년 6월 14일  | 방크도르프, 빌뉴스                  | 리투아니아   | 2–1  | 2–1      | UEFA 유로 2016 예선 E조               |
| 18.  | 2016년 6월 25일  | 스타드 조프루아 기샤르, 생테티엔    | 폴란드       | 1–1  | 1–1      | UEFA 유로 2016                        |
| 19.  | 2017년 6월 1일   | 스타드 드 라 말라데르, 뇌샤텔       | 벨기에       | 1–0  | 1–0      | 친선경기                              |
| 20.  | 2017년 6월 9일   | 토르스뵐루르, 페로제도              | 페로 제도    | 2–0  | 2–0      | 2018년 FIFA 월드컵 유럽 지역 예선 B조 |
| 21.  | 2018년 6월 22일  | 칼리닌그라드 스타디움, 칼리닌그라드 | 세르비아     | 2–1  | 2–1      | 2018년 FIFA 월드컵 E조                |
| 22 . | 2018년 9월 8일   | 키분파르크, 장크트갈렌              | 아이슬란드   | 3–0  | 3–0      | 2018-19년 UEFA 네이션스리그 A         |

## 경력
- 2010년 FIFA 월드컵 국가대표
- 2011년 UEFA U-21 축구 선수권 대회 국가대표
- 2014년 FIFA 월드컵 국가대표

## 수상
바젤
- 스위스 슈퍼리그 : 우승 (2009-10, 2010-11, 2011-12)
- 스위스 컵 : 우승 (2009-10, 2011-12)

바이에른 뮌헨
- 분데스리가 : 우승 (2012-13, 2013-14)
- DFL-슈퍼컵 : 우승 (2012)
- DFB-포칼 : 우승 (2012-13)
- UEFA 슈퍼컵 : 우승 (2013)
- UEFA 챔피언스리그 : 우승 (2012-13)
- FIFA 클럽 월드컵 : 우승 (2013)

FC 리버풀
- 프리미어리그 : 우승 (2019-20)
- UEFA 챔피언스리그 : 우승 (2018-19)
- UEFA 슈퍼컵 : 우승 (2019)
- FIFA 클럽 월드컵 : 우승 (2019)

 스위스
- UEFA U-21 챔피언십 : 준우승 (2011)

개인
- 스위스 올해의 선수상 : 2011
- UEFA U-21 챔피언십 올스타 팀 : 2011
- 2014년 FIFA 월드컵 맨 오브 더 매치 : vs. 에콰도르, vs. 온두라스 (이상 조별리그)
- UEFA 유로 2016 맨 오브 더 매치 : vs. 폴란드 (16강전)
- 2018년 FIFA 월드컵 맨 오브 더 매치 : vs. 세르비아 (조별리그)

## 같이 보기
- A매치 100경기 이상 출전한 축구 선수 명단